# Massaker von Piaśnica

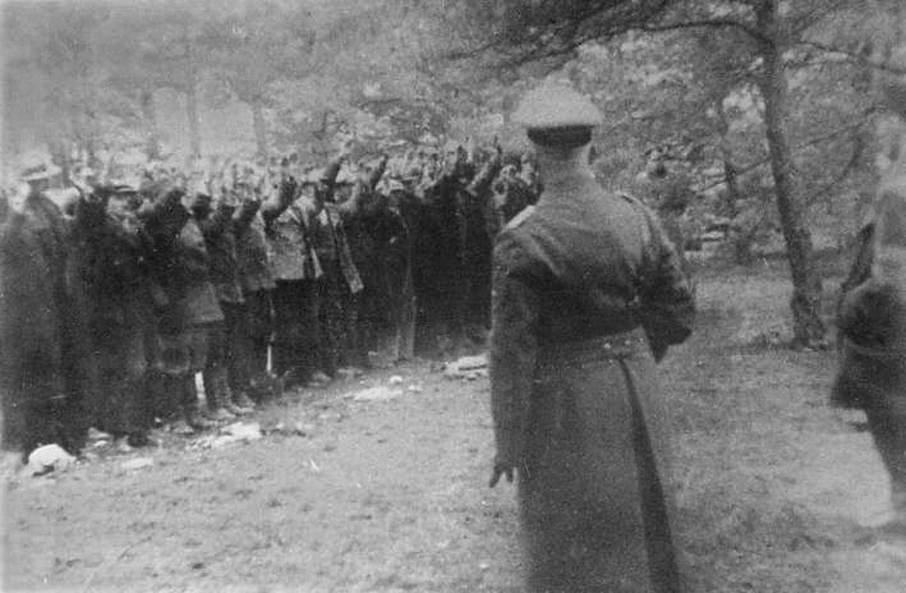
Opfer vor der Erschießung (1939)

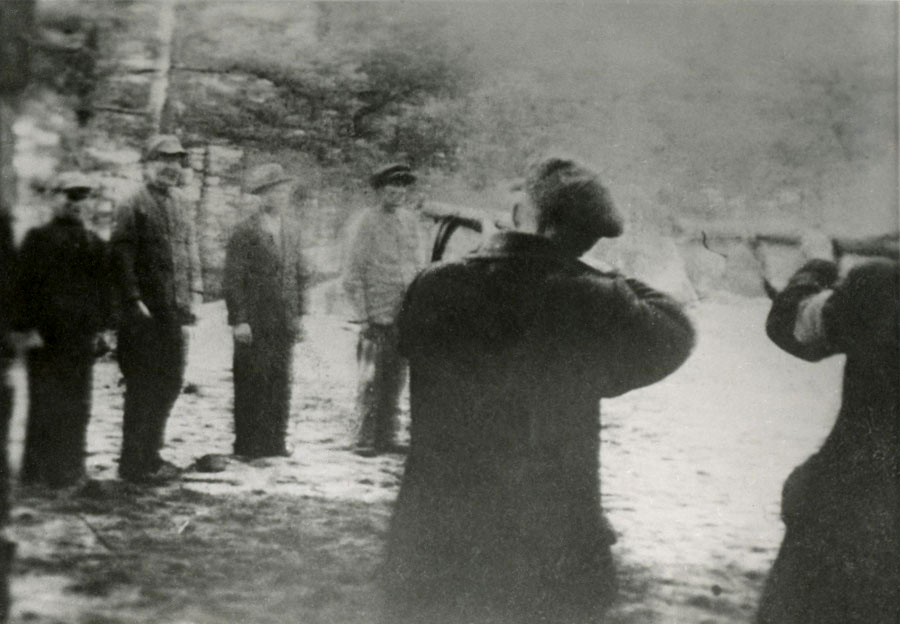
Massaker von Piaśnica (1939)

Die Massaker von Piaśnica gelten als erste systematisch durchgeführte Mordaktion der Nationalsozialisten im deutsch besetzten Europa.
Kurz nach Beginn des Zweiten Weltkrieges, zwischen September und Dezember 1939, ermordeten Angehörige der SS und des „Volksdeutschen Selbstschutzes“ in den Wäldern um das Dorf Wielka Piaśnica mehrere tausend Menschen. Ein zwölf Meter hohes Denkmal an der Hauptstraße zwischen Wejherowo und Krokowa erinnert an das Geschehen.

## Vorgeschichte
Unmittelbar mit dem Überfall auf Polen am 1. September 1939 erfolgte unter Bruch des Versailler Vertrages die Eingliederung der Freien Stadt Danzig in deutsches Reichsgebiet. Adolf Hitler ernannte Danzigs NSDAP-Gauleiter Albert Forster zum Chef der Zivilverwaltung und später zum Reichsstatthalter. Forster, Bankkaufmann und seit 1923 Mitglied der NSDAP, gilt als einer der Hauptverantwortlichen für die Massaker, denen nach Historikerschätzung etwa 10.000 bis 13.000 Menschen zum Opfer fielen. Forster galt als ehrgeizig und bestrebt, Hitler seinen Gau als erster Gauleiter nicht nur „judenfrei“, sondern auch „polenfrei“ melden zu können.

## Opfer

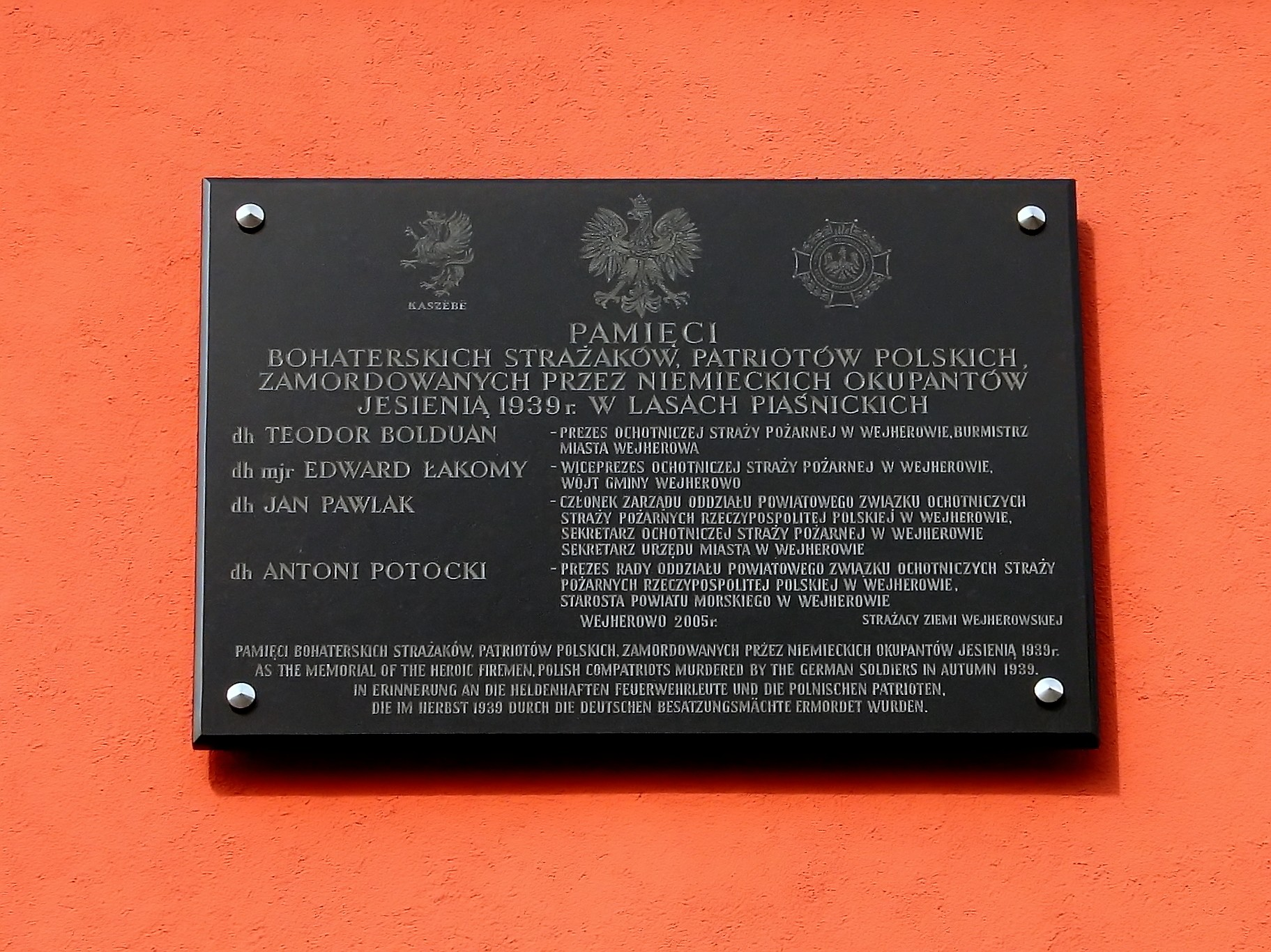
Gedenktafel für die Feuerwehrmänner aus Wejherowo, die den Massakern zum Opfer fielen.

Das Chaos der ersten Kriegstage nutzten die Nationalsozialisten für eine Reihe systematisch geplanter Vernichtungsaktionen im Wald von Piaśnica. Unter den Opfern befanden sich neben Angehörigen der polnischen und kaschubischen Intelligenz auch Patienten deutscher und polnischer Psychiatriekliniken sowie Deportierte aus dem Reichsgebiet.
Zu den Opfern zählen:
- Władysław Cieszyński,
- Walter Hoeft, Priester, „Danziger Kaschube“
- Leon Kryczyński, tatarischer Adliger, Historiker, Jurist und Aktivist
- Edmund Wohlfeil, Vikar in Rumia, Bruder des NS-Opfers Robert Wohlfeil.
- Ludwig Tessnow, Serienmörder

### Vernichtung der Intelligenz
Polen und Kaschuben gehörten zu den ersten Opfern des deutschen Überfalls. Der polnische Historiker Piotr M. Majewski schätzt, dass etwa 2.000 der im Wald von Piaśnica Ermordeten der ethnischen Minderheit der Kaschuben angehörten.
Fanatisierte Volksdeutsche, die sich im „Volksdeutschen Selbstschutz“ paramilitärisch organisiert hatten, führten bereits vor Kriegsbeginn Namenslisten ihrer polnischen und kaschubischen Nachbarn, Lehrer, Pfarrer, Bürgermeister, Kaufleute, Richter, Künstler etc., die sie Anfang September 1939 Gestapo und SS übergaben. Unmittelbar nach dem Eintreffen der Wehrmacht wurden die betreffenden Männer und Frauen im Kreis Wejherowo, in Gdynia und Danzig verhaftet und zunächst im Gefängnis von Wejherowo gesammelt, von wo aus sie die SS in geschlossenen LKW in den Wald von Piaśnica transportierte und dort ermordete.

### Krankenmorde
Siehe auch: „Aktion T4“
Im Wald von Szpęgawsk, bei Starogard Gdański, südlich von Danzig, ermordete die SS etwa 2.000 polnische Patienten der „Irrenanstalt Konradstein“.
Weitere „Geisteskranke“ aus den Anstalten in Stralsund (IV. Pommersche  Heil- und Pflegeanstalt), Stettin (Kückenmühler Anstalten), Treptow an der Rega (Provinzialheilanstalt Treptow an der Rega), Ueckermünde (Provinzial-Heil- und Pflegeanstalt Ueckermünde), Lauenburg in Pommern (Provinzial-Heilanstalt Lauenburg) und Meseritz (Heil- und Pflegeanstalt Obrawalde) wurden im Wald von Piaśnica ermordet. Die Patienten wurden bei Kriegsbeginn von der SS in der Heilanstalt Stralsund zusammengeführt und im November und Dezember deportiert. Nachweislich wurden 1.285 Patienten aus mindestens zehn Transporten kurz nach ihrer Ankunft am Bahnhof von Wejherowo im Wald von Piaśnica durch Angehörige des SS-Wachsturmbanns Eimann erschossen.
Kurt Eimann, einer der Hauptverantwortlichen, schilderte den Hergang:„Die Kranken wurden [am Bahnhof] durch SS-Männer auf Lastwagen geladen, die meiner Truppe zur Verfügung standen. Die LKW fuhren dann bis auf 50 Meter an die Erschießungsstelle heran. Dort ließ ich die Kranken einzeln aussteigen. Jeweils zwei SS-Männer führten den Geisteskranken bis an den Rand der Grube, ein dritter SS-Mann folgte mit einer Pistole 08. Am Grubenrand schoss der dritte SS-Mann den Kranken mit der Pistole in das Genick, sodass er in die Grube fiel. Dieser Vorgang wiederholte sich einzeln hintereinander bei sämtlichen Kranken des Transportes.“
Polnische Kriegsgefangene aus dem KZ Stutthof mussten die Leichen verscharren und wurden im Anschluss daran auf Weisung Eimanns ebenfalls erschossen.

### Deportierte aus dem Reichsgebiet
Die Deportierten aus dem Reichsgebiet – Antifaschisten, Juden, Deutsche polnischer und tschechischer Herkunft, sowie Polen, die in der Zwischenkriegszeit als Landarbeiter in Deutschland gelebt hatten – bilden mit 8.000 bis 10.000 Menschen die größte Opfergruppe. Direkt am Bahnhof mussten sie ihre Koffer abgeben, bevor sie von der SS auf Lastwagen der Wehrmacht verladen und zur Erschießung in die Wälder von Piaśnica transportiert wurden. Größere Kinder wurden bereits in Wejherowo von ihren Familien getrennt. „Das Geschrei der verzweifelten Mütter war auf den Straßen der Stadt zu hören. Sie durften nur die Säuglinge bei sich behalten“, so die polnische Historikerin Barbara Bojarska.

### Beseitigung der Spuren
Insgesamt wird die Anzahl der bei den Massakern von Piaśnica Ermordeten auf 10.000 bis 13.000 geschätzt, die exakte Zahl ist nur noch sehr schwer ermittelbar. Beim Näherrücken der Roten Armee, Ende August 1944, zwangen die Deutschen 36 KZ-Häftlinge aus dem KZ Stutthof, die Leichen auszugraben und zu verbrennen. Nach knapp sieben Wochen wurden diese Gefangenen dann selbst getötet. Dieser Versuch, die Spuren der Verbrechen zu verwischen, misslang. Eine Kommission, die den Ort im Herbst 1946 untersuchte, stieß auf die Überreste von 30 Massengräbern, zwei davon mit unverbrannten Leichen. Bis heute wurden über 500 der Opfer identifiziert.

## Täter
Der Historiker Piotr M. Majewski schätzt, dass an den einzelnen Mordaktionen jeweils 40 bis 50 Personen beteiligt waren: Danziger SS-Angehörige und Volksdeutscher Selbstschutz, also ortsansässige Deutsche. Beim Danziger Prozess gegen Albert Forster berichteten Augenzeugen von betrunkenen Gestapobeamten, die auf Priester schossen, die sie zuvor „in die Bäume gehängt“ hatten, sowie von halbtot verscharrten Opfern, die versucht hatten sich auszugraben. Allein am 11. November 1939 wurden 300 Menschen ermordet. – Forster wurde im April 1948 vom Obersten Polnischen Nationalen Gerichtshof zum Tod durch den Strang verurteilt und nach einem abgewiesenen Gnadengesuch im Februar 1952 hingerichtet.
Ludolf-Hermann von Alvensleben, vom 9. September bis zum 22. November 1939 Leiter des „Volksdeutschen Selbstschutzes“ in Westpreußen, gelang die Flucht aus britischer Kriegsgefangenschaft. Er setzte sich nach Argentinien ab und entging so einer Strafverfolgung.
Kurt Eimann, der häufig das erste Opfer persönlich erschoss, um „seinen Männern ein Vorbild zu sein“, wurde am 20. Dezember 1968 vom Landgericht Hannover wegen gemeinschaftlichen Mordes an mindestens 1200 Menschen zu vier Jahren Haft verurteilt, von denen er zwei Jahre verbüßte.
Der kaschubische Fotograf und Heimatforscher Edmund Kaminski, der die Massaker von Piaśnica akribisch dokumentiert hat, gibt an, dass die Namen der ortsansässigen Täter bekannt seien, „von denen einige nach Deutschland geflohen sind. Aber keinem wurde dort der Prozess gemacht“.

## Historische Aufarbeitung
Die Massaker von Piaśnica sind in Deutschland, aber, wie Piotr M. Majewski in der Zeit betont, auch in der polnischen Öffentlichkeit relativ unbekannt. Majewski führt dies unter anderem darauf zurück, dass Piaśnica ein kaschubischer Ort ist: „Das kommunistische Regime hatte kein Interesse daran, dass darüber gesprochen wird. Weil zu den Opfern von Piaśnica mehrheitlich Deutsche und Kaschuben gehörten, war es der kommunistischen Geschichtsschreibung nicht wichtig, daran zu erinnern.“ Barbara Bojarska, die in den 1970ern zu dem Thema forschte, wurde von der Staatssicherheit angehalten, ihre Arbeit nicht zu publizieren.